# Margarete Klopfleisch
Margarete Klopfleisch, geborene Grossner, (* 2. August 1911 in Dresden; † 13. November 1982 ebenda) war eine deutsche Malerin und Bildhauerin. 

## Leben
Grossner wurde als Tochter des Tischlers Richard Grossner und seiner Frau Sophie, einer Amateur-Opernsängerin, geboren. In ihrer Jugend half sie mit, ihre Familie in der Zeit der Weimarer Republik finanziell zu unterstützen: Sie arbeitete als Modell im Zeichenkurs bei Otto Dix an der Kunstakademie in Dresden, nachdem sie im Alter von 14 Jahren die Schule verlassen hatte.
Im Jahr 1933 emigrierte sie nach Prag. Sie stand in Kontakt mit der antifaschistischen Szene und wurde Mitglied der KPD. In dieser Zeit traf sie ihren späteren Mann Peter Klopfleisch (1902 – 1976?). In Prag lernte sie zudem die Kunstlehrerin Käte Schäffner, eine persönliche Freundin von Käthe Kollwitz, kennen, nahm bei ihr Kunstunterricht und ließ sich zur Bildhauerin ausbilden. Ab 1937 trat sie als Antwort auf die von den Nationalsozialisten bezeichnete „entartete Kunst“ in den Oskar-Kokoschka-Bund ein.
Nach dem Einmarsch der Wehrmacht in die Tschechoslowakei emigrierte sie am 9. März 1939 nach England mit dem letzten Transport nach London. In England setzte sie ihr Studium mit Bildhauereikursen an der Universität in Reading bei Professor Carter fort. In den Jahren von 1939 bis 1941 war sie als Emigrantin auf der Isle of Man interniert. Diese Zeit verarbeitete sie unter anderem in Skulpturen und Gemälden (u. a. Internierungslager Isle of Man, 1941).
Bei einem Urlaub im Jahr 1960 in Dresden blieb sie mit den Töchtern in ihrer Heimatstadt und arbeitete freischaffend. Mit der Anerkennung ihrer Person als Künstlerin und ihrer künstlerischen Arbeit durch die kommunistischen Machthaber in der DDR hatte sie große Schwierigkeiten. Erst 1981 wurde sie als Mitglied in den Kulturbund der DDR aufgenommen und anerkannt. Im selben Jahr zeigte die erste Personalausstellung in der Comenius-Galerie in Dresden unter dem Titel Skulpturen und Aquarelle von September bis November ihre Werke.  Im Jahr 1987 erfolgte eine Ausstellung des Großteils ihrer Werke in der John Denham Gallery in London. Weitere Präsentationen ihrer Kunstwerke fanden auf Ausstellungen in London, Maidenhead, Cookham, Eton, Glasgow, Windsor und  Reading statt. Sie schuf Skulpturen, Kleinplastiken aus Sandstein, Holz und anderen Werkstoffen sowie als Malerin Aquarell- und Ölbilder.

## Werke, Auswahl
- 1939–40: Internierte, Privatbesitz in Plauen i. V.
- um 1940: Despair, New Walk Museum & Art Gallery, Leicester (England)
- 1945: Stillende Mutter, Galeriebesitz Moritzburg Halle.